# Gulaothi
Gulaothi là một thành phố và là nơi đặt ban đô thị (municipal board) của quận Bulandshahr thuộc bang Uttar Pradesh, Ấn Độ.

## Địa lý
Gulaothi có vị trí 28°36′B 77°47′Đ / 28,6°B 77,78°Đ Nó có độ cao trung bình là 200 mét (656 feet).

## Nhân khẩu
Theo điều tra dân số năm 2001 của Ấn Độ, Gulaothi có dân số 42.872 người. Phái nam chiếm 53% tổng số dân và phái nữ chiếm 47%. Gulaothi có tỷ lệ 55% biết đọc biết viết, thấp hơn tỷ lệ trung bình toàn quốc là 59,5%: tỷ lệ cho phái nam là 64%, và tỷ lệ cho phái nữ là 45%. Tại Gulaothi, 16% dân số nhỏ hơn 6 tuổi.